# Симидзу, Миятака
Миятака Симидзу (яп. 清水 都貴; род. 23 ноября 1981 в префектуре Сайтама, Япония) — бывший японский профессиональный шоссейный велогонщик. 

## Достижения
2005
3-й Тур Хоккайдо
2006
4-й Тур Окинавы
8-й Тур Хоккайдо
2007
1-й  Вуэльта Леона
1-й Этап 1
6-й Тур Хайнаня
2008
1-й  Париж — Коррез
1-й Этап 1
1-й  Тур Кумано
2-й Тур Окинавы
4-й Круг Гечо
7-й Классика Ордисии
2009
3-й Шоссейная гонка Кумамото
4-й Тур Кореи
5-й Классика Атлантической Луары
6-й Тур Японии
7-й Тур Окинавы
10-й Тур Хоккайдо
2010
1-й  Тур Мартиники
1-й Этап 7
1-й  Тур Хоккайдо
1-й Этап 2
1-й Этап 2 Тур Тайваня
4-й Тур Окинавы
2011
2-й Тур Таиланда
3-й  Чемпионат Японии в групповой гонке
5-й Тур Филиппин
8-й Кубок Японии
2012
3-й  Чемпионат Японии в групповой гонке
6-й Кубок Японии
8-й Тур Кумано
2013
1-й  Горная классификация Тур Эльзаса
2-й  Чемпионат Японии в групповой гонке
3-й Тур Гваделупы
2014
3-й Тур Константины
1-й  Горная классификация
1-й  Бойцовская классификация
3-й Круг Алжира
8-й Тур Сетифа